# Favorino
Favorino di Arles (in latino Favorinus; Arles, 80 – Roma, 160) è stato un filosofo e oratore greco antico.

## Biografia
Ebbe una prima educazione nella Gallia Narbonense (facente oggi parte della Francia meridionale), poi a Roma durante il principato traianeo; completati gli studi, viaggiò molto per la Penisola italica, la Grecia e il Vicino Oriente tenendo conferenze alla maniera degli antichi sofisti, ottenendo grande successo grazie alle vaste conoscenze e alla sapiente abilità retorica. Strinse legami di amicizia con Plutarco, forse il più noto intellettuale dell'epoca (che gli dedicò il suo trattato De primo frigido), Erode Attico, promotore con Adriano della rinascita di Atene e che ne fece il proprio erede, Frontone, e Aulo Gellio, che gli fu particolarmente legato, citandolo più volte con la deferenza dovuta a un maestro. 
Tuttavia, dato il suo carattere polemico, fu confinato dallo stesso Adriano nell'isola di Chio intorno al 130: per compiacere l'imperatore, le statue erette a Favorino ad Atene e Corinto furono abbattute, come egli stesso ebbe a lamentarsi in una sua declamazione conservata.
Dall'esilio, però, Favorino poté tornare nel 138, anno dell'ascesa di Antonino Pio. Tornato a Roma, riprese le proprie conferenze attirando intorno a sé una nuova cerchia di discepoli e stringendo, probabilmente, rapporti con Frontone, allora giovane retore e nominato maestro degli eredi al trono Marco Aurelio e Lucio Vero, che avrebbe discusso con lui più volte su vari argomenti: suo grande rivale divenne il più giovane Polemone di Laodicea, con il quale ebbe diversi diverbi proprio in quest'ultima parte della propria vita
Come per la data di nascita, anche per quella di morte si possono solo avanzare congetture in mancanza di prove certeː si può pensare che fosse morto tra il 143 e il 160.

## Opere
Notizie sulle sue opere ci sono pervenute grazie a frammenti citati da Diogene Laerzio, Aulo Gellio, Flavio Filostrato e dalla Suda. Da queste testimonianze sappiamo che aveva scritto molto:
Opere erudite erano la Pantodape Historia (παντοδαπὴ ἱστορία, in 24 libri) e gli Apomnemoneumata (ἀπομνημονεύματα, 5 libri di aneddoti filosofici); erano composizioni miscellanee da cui molto attinsero Gellio e Diogene Laerzio, probabilmente simili alle Notti attiche di Gellio stesso e alla Storia Varia di Claudio Eliano.
Abbiamo frammenti e notizie anche di opere filosofiche: come detto, Favorino si accostò da subito alla scuola scettica, componendo i Tropi Pirroniani, in 10 libri, in cui cercava di evidenziare come i metodi di Pirrone fossero utili per i retori e, soprattutto, per gli oratori giudiziari. Favorino, come noto dalle fonti, fu particolarmente ostile allo Stoicismo, avendo maturato, in esilio, un tipo di orientamento filosofico molto vicino allo scetticismo. Altre opere filosofiche registrate dalle fonti antiche, e di cui non abbiamo che i titoli e brevi frammenti, erano Su Omero come filosofo, Sull'arte erotica di Socrate, Su Platone, Sul regime dei filosofi, Sulla disposizione accademica, Plutarco o sull'Accademia, Sulla facoltà catalettica, Contro Epitteto, Alcibiade.
Tra le orazioni di Dione Crisostomo, che Favorino elesse a proprio maestro, ci sono pervenute due declamazioni del sofista arelatense, Discorso ai Corinzi (Κορυνθιακός) e Sulla fortuna (περὶ τύχης). Una terza declamazione, Sull'esilio (περὶ φυγῆς), è nota in parte da un papiro ritrovato nel 1931; restano frammenti di un Encomio di Tersite, Contro i Caldei,  Sulla preghiera, Sulla vecchiaia, Su Socrate e la sua arte erotica, mentre nient'altro che il titolo resta di Per i gladiatori, Per i bagni, Contro gli importuni, Sulla fortezza d'animo.
Tra i vari frammenti, particolarmente esemplificativa delle caratteristiche stilistiche di Favorino è una rielaborazione di una conferenza di Favorino sull'allattamento, contro le balie, tramandata da Gellio:
Da queste declamazioni (come anche dall'esempio citato in parte) si evidenzia come Favorino utilizzasse uno stile sovraccarico ed artificioso, con molte citazioni classiche, pur se nettamente inferiore all'eleganza del suo maestro Dione. Da questo asianesimo "snervato", combinato al classicismo "mascolino" di origine dionea e che gli attirò numerose critiche, oltre al successo, deriverebbero gli epiteti di ανδρόθηλυς (androgino) ed εὐνοῦχος (eunuco) con cui fu caratterizzato in alcune fonti..